# Clörath
Clörath ist eine kleine ländliche Ortschaft im Gebiet des Kreises Viersen (Nordrhein-Westfalen), wo sie zwischen den Städten Viersen, Willich und Tönisvorst aufgeteilt ist.

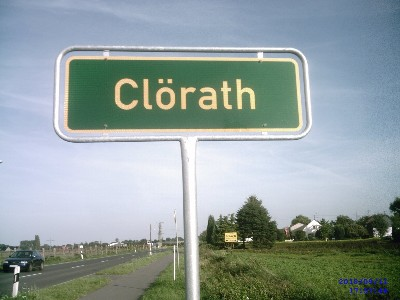
Ortsschild am Tönisvorster Ortseingang von Clörath neben der Kreisstraße 17.

## Geschichte
Clörath war bis zum 31. Dezember 1969 ein Ortsteil der früheren Gemeinde Neersen. Am 1. Januar 1970 wurde die Ortschaft Clörath im Rahmen einer kommunalen Neugliederung in drei Teile zerlegt, und zwar in folgender Weise:
- Der Bereich südöstlich der Bahnstrecke Duisburg ↔ Mönchengladbach machte die Eingemeindung der bisherigen Gemeinde Neersen in die neue Stadt Willich mit.
- Der Bereich nordwestlich der Bahnstrecke und westlich des Kanals III3b wurde in die Stadt Viersen,
- der Bereich nordwestlich der Bahnstrecke und östlich des Kanals III3b wurde in die neue Stadt Tönisvorst eingegliedert.

## Infrastruktur

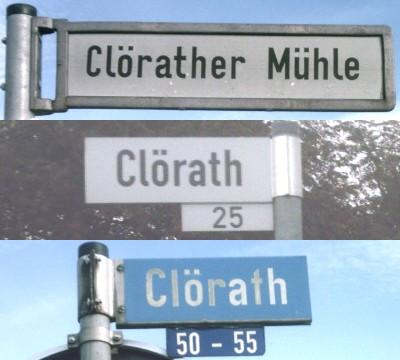
Eine Ortschaft in 3 Städten:
Auf wessen Gebiet man sich gerade befindet, erkennt man in Clörath im Zweifelsfall am Design der Straßenschilder. Die obige Abbildung zeigt, von oben nach unten, je ein Viersener, ein Willicher und ein Tönisvorster Straßenschild.

### Straßenverkehr
Vier für den allgemeinen Kraftfahrzeugverkehr freigegebene Landstraßen durchqueren bzw. berühren das Gebiet der Ortschaft Clörath:
- Die Kreisstraße K 17 (von Hagen Richtung Neersen); dies ist auf Viersener Stadtgebiet die „Anrather Straße“, in den Stadtgebieten von Tönisvorst und Willich bis zur Kreuzung mit der „Viersener Straße“ heißt diese Straße schlicht „Clörath“.
- Die Landesstraße L 29 (von Neersen Richtung Viersen); dies ist die erst kürzlich zur Landesstraße zurückgestufte Bundesstraße 7,[3][4] die hier, über Willicher Gebiet verlaufend, auch den Namen „Venloer Straße“ trägt. In Viersen heißt sie dann schließlich „Krefelder Straße“.
- Die „Viersener Straße“ (von Anrath Richtung L 29).
- Die „Brückenstraße“ (von Clörath zum Bahnhof Anrath).

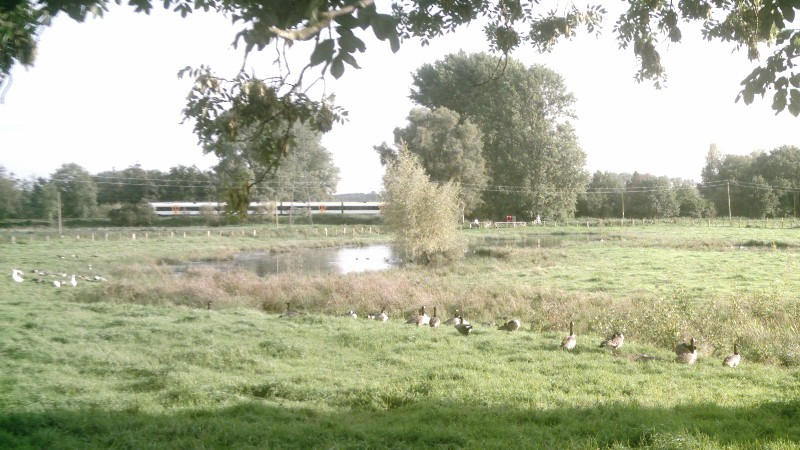
Ein Zug durchquert Clörath nahe der Clörather Mühle.

### Schienenverkehr
Die Ortschaft Clörath wird von der Bahnstrecke Duisburg–Mönchengladbach durchquert, einen Bahnhof gab es hier jedoch nie. Für Regionalbahnen ist der nächstgelegene Halt der Bahnhof Anrath, für Regional-Express-Züge, die auch in Anrath nicht halten, ist es der Bahnhof Viersen.

### Busverkehr

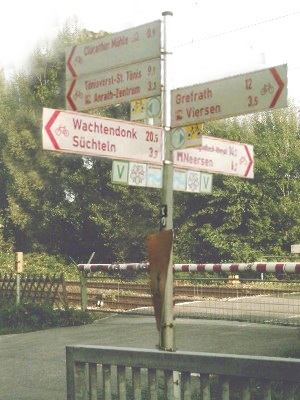
Fahrradwegweiser am Bahnübergang Grenzweg/Ecke Clörather Weg (von der Viersener Seite aus gesehen)

Clörath liegt im Gebiet des Verkehrsverbunds Rhein-Ruhr und wird an der östlichen und südlichen Peripherie des Willicher Teils von zwei Bahnbuslinien bedient, im Einzelnen:
- Die Linie 071 mit den Haltestellen „Grenzweg“, „Am Bökel“ und „Vennheide“. Sie fährt von Viersen über Anrath und Willich bis Meerbusch, Haus Meer und hat dort Anschluss an die Düsseldorfer Stadtbahnlinien U70, U74 und U76 (Krefeld ↔ Düsseldorf).
- Die Linie 094 mit den Haltestellen „Grenzweg“ und „Am Bökel“. Sie fährt von Viersen über Neersen und Schiefbahn bis zum S-Bahnhof „Kaarster See“ und hat dort Anschluss an die S-Bahnlinie S28 Richtung Düsseldorf und Mettmann.

Anders als die beiden Bahnbuslinien 071 und 094 fährt darüber hinaus der „Bürgerbus Anrath“ auf seinem Linienweg A nicht nur am Rand von Clörath vorbei, sondern durch das Gebiet hindurch. Unter Einbeziehung des auf Anrather Gebiet unmittelbar angrenzenden Streckenabschnitts werden dabei die folgenden Haltestellen bedient:
(aus Richtung „Anrath, Kirche“ kommend)… „Vennheide“, „Am Bökel“, „Grenzweg“, „Grenzweg West“, „Reiherweg“, „Hoffbruch“, „Clörath“, „Bengshof“, „Anrath, Brückenstraße“ und „Anrath, Klörather Steg“ … (weiter in Richtung „Anrath, Bahnhof“)

### Radwanderwege
Die Ortschaft Clörath wird von Radwanderwegen außerordentlich gut erschlossen, insgesamt führen fünf offiziell ausgewiesene Radwanderwege auf 2 Achsen durch das Gebiet:
- auf gemeinsamem Fahrweg von Nordost Richtung Südwest, an der Clörather Mühle vorbei:
  - Die Deutsche Fußball-Route NRW auf dem Weg von Krefeld nach M’gladbach.
  - Die Nebenstrecke Nr. 58[5] der NiederRheinroute auf dem Weg von Anrath nach Viersen
- auf gemeinsamem Fahrweg von Südost Richtung Nordwest, entlang der Niers:
  - Der Niers-Radwanderweg auf dem Weg von Erkelenz-Kuckum ins niederländische Gennep[6]
  - Die Mispelroute (Rundweg Alt-Viersen)
  - Die [V]-Route (Rundweg Stadtgebiet Viersen)

Die Kreuzung des auf Viersener Gebiet liegenden „Clörather Wegs“ mit dem parallel zur Niers von der Willicher Seite herüberkommenden „Grenzweg“ gleich neben dem Bahnübergang ist zugleich der Verknüpfungspunkt der beiden Radwanderweg-Achsen.
Über diese offiziell ausgewiesenen Radwanderwege hinaus existieren in Clörath viele weitere Feld- und Wirtschaftswege, die für den normalen Kfz-Verkehr nur bedingt zugelassen (Anlieger frei) sind und sich daher zum Radfahren besonders eignen.

## Gewässer
Weite Teile Clöraths bestehen aus einer Bruchlandschaft, in der es eine Reihe von Gewässern und Feuchtgebieten gibt.

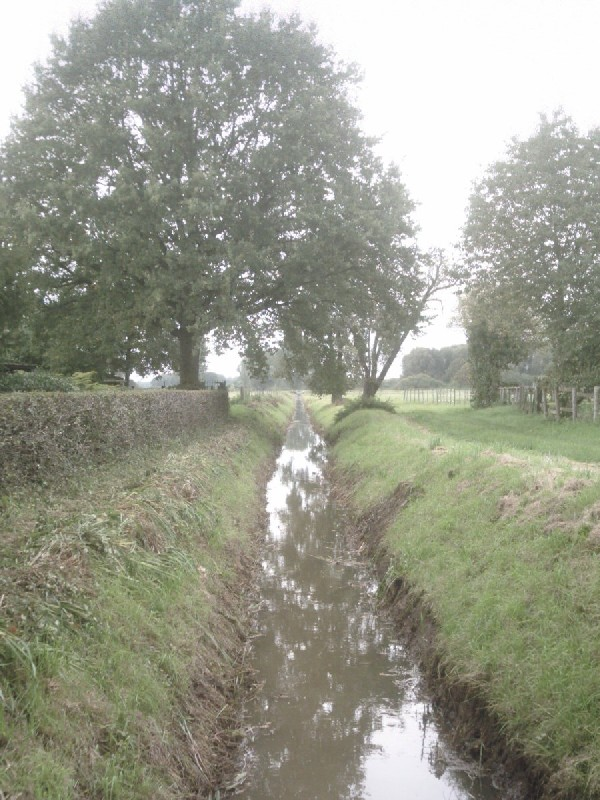
Der Kanal III3b von dem im Willicher Teil Clöraths gelegenen Reiherweg aus gesehen.

### Fließgewässer
Folgende Fließgewässer kommen aus Clörath, fließen durch Clörath hindurch oder begrenzen es am Rand:
- Die Niers: Sie begrenzt Clörath in Richtung Südwesten, im Willicher Teil von Clörath bildet sie die Stadtgrenze zu Viersen, im Viersener Teil von Clörath ist sie wiederum die Grenze zwischen den Ortsteilen Clörath und Rahser.
- Der Flöthbach: Er stellt auf Willicher Gebiet die Grenze zwischen Clörath und Anrath dar, auf Tönisvorster Gebiet bildet er die Grenze von Clörath zu Vorst.
- Der Kanal III3b: Er durchfließt, von Neersen kommend, Clörath der Länge nach aus Richtung Südost in Richtung Nordwest. Nördlich der Eisenbahnstrecke bildet er dann die Grenze zwischen dem Viersener und dem Tönisvorster Teil von Clörath.
- Der Kanal III C: Er hat seinen Ursprung im Viersener Teil Clöraths im Bereich von Clörather Mühle und Salbruch.

Darüber hinaus gibt es noch eine Reihe kleinerer Wassergräben, die in der vom Landesamt für Natur, Umwelt und Verbraucherschutz NRW veröffentlichten Gewässerstationierungskarte offiziell nicht näher bezeichnet oder gar nicht erst aufgeführt sind.

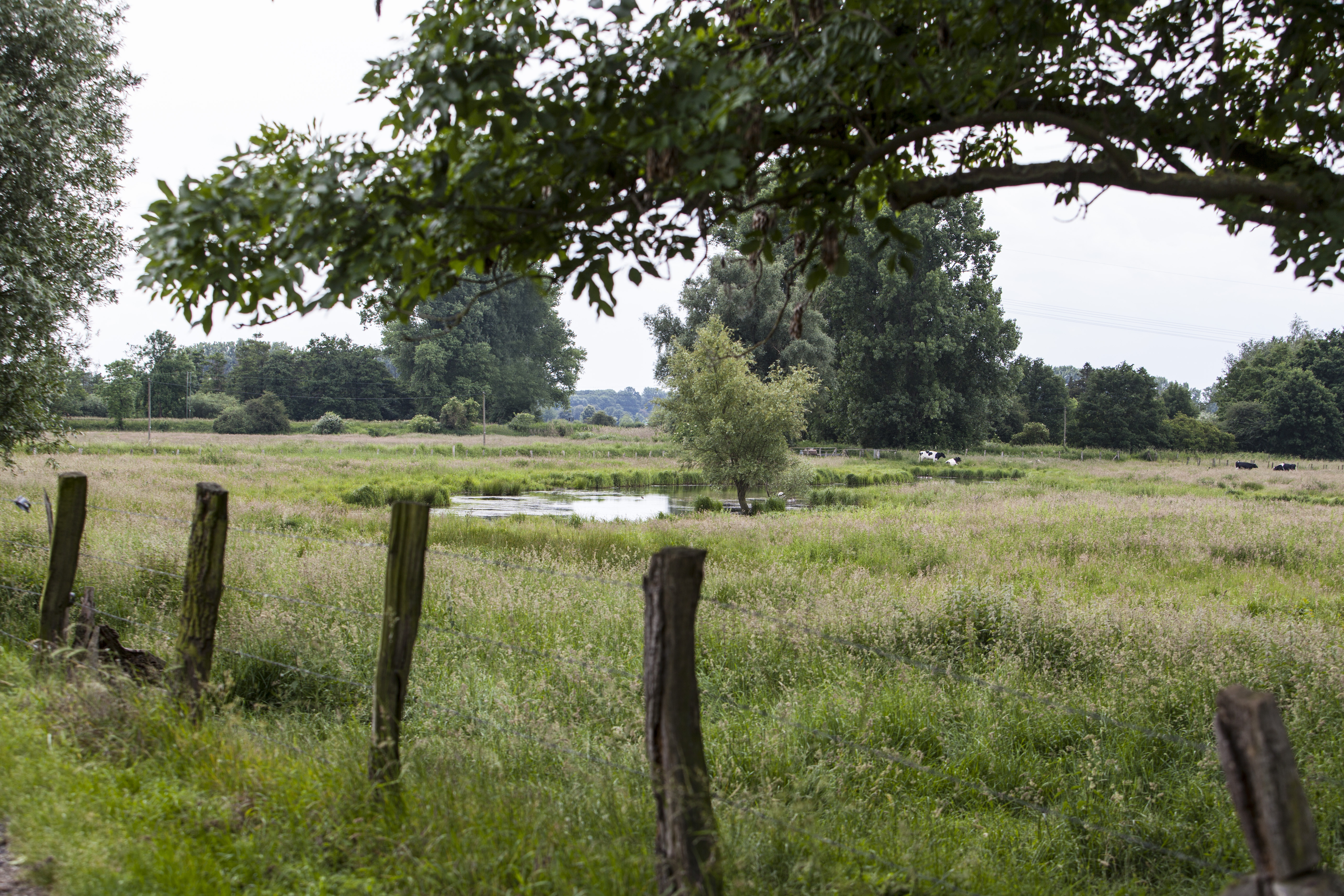
Salbruch – vom Norden aus

### Stehende Gewässer
Neben den Fließgewässern gibt es in Clörath auch eine Anzahl stehender Gewässer. Zu erwähnen sind hier insbesondere einige renaturierte Niers-Altarme. Diese wiederhergestellten Altarme haben keine direkte Verbindung mehr zum heutigen Niers-Flussbett, werden also von der Niers nicht mehr durchflossen. Bei einer Begehung des Geländes lässt sich jedoch im Bereich des Salbruchs beobachten, dass der Kanal III C über diverse Wassergräben auch aus dem Wasser wenigstens eines der Altarme gespeist wird.

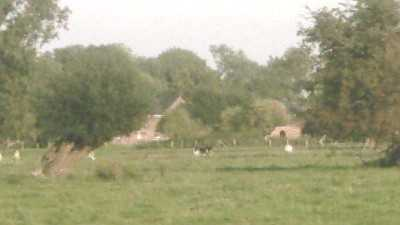
Die Clörather Mühle (hinten links) mit Burgruine (hinten rechts) vom Grenzstein Nº1 im Salbruch aus gesehen.

## Sehenswürdigkeiten

### Gebäude
Bedeutende Gebäude in Clörath sind:
- Das Haus Stockum; dieses ist ein altes Herrenhaus (1619 erbaut) am Rande von Clörath in der Nähe von Vennheide.
- Die Clörather Mühle; diese war bis zur Verlegung des Flusses um das Jahr 1929 herum eine Wassermühle direkt an der Niers. Sie gehörte zur mittelalterlichen befestigten Anlage Haus Clörath, die 1230 erstmals urkundlich erwähnt wurde und von der – mit Ausnahme der Mühle – heute nur noch Mauerreste erhalten sind.

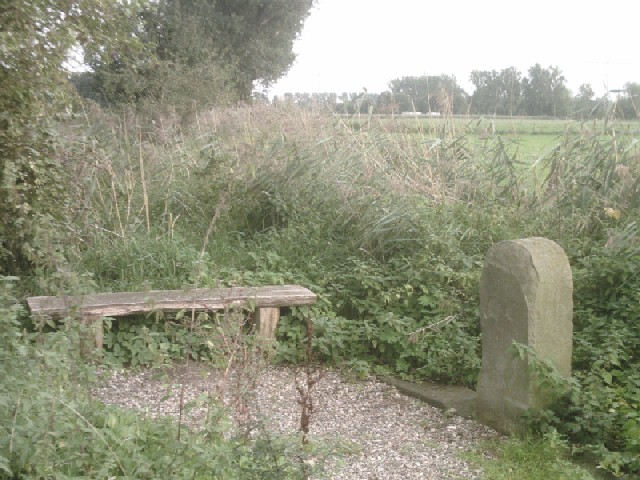
Alter kurkölnisch-jülich'scher Grenzstein Nº1 im Salbruch an der Grenze nach Hagen

### Grenzmarkierungen
Clörath ist ein altes kurkölnisches Gebiet und lag an der Grenze zum damaligen Herzogtum Jülich. In diesem Zusammenhang wurden hier im 18. Jahrhundert Grenzsteine aufgestellt, um die kurkölnisch-jülich'sche Grenze zu markieren, davon ist der „Grenzstein Nº1“ im Salbruch, an der Grenze nach Hagen, noch vorhanden. Ein weiteres Exemplar, der „Grenzstein Nº5“, existiert noch im Hager Feld.